# Eden (2014)
Eden is een Franse film uit 2014 onder regie van Mia Hansen-Løve. De film ging in première op 5 september op het Internationaal filmfestival van Toronto. Het scenario is geschreven door Mia Hansen-Løve en haar broer Sven, en losjes gebaseerd op Sven’s leven.

## Verhaal
De film begint aanvang jaren 1990 en volgt Paul, oorspronkelijk een garagerockfan die als dj actief wordt in de Parijse house-scene. Hij is lezer van het fanzine Collectif eDEN, het allereerste Franse house & techno-magazine dat verscheen van 1992 tot 1996. Het eerste deel van de film Paradise Garage, vertelt over zijn opkomst als dj en beschrijft de houseparty’s en het ontstaan van de French Touch. In het tweede gedeelte Lost in Music wordt zijn leven van financiële moeilijkheden, liefdesperikelen en drugsgebruik beschreven in de jaren 2000 en 2010.

## Rolverdeling
| Acteur              | Personage                   |
| ------------------- | --------------------------- |
| Félix de Givry      | Paul                        |
| Pauline Étienne     | Louise                      |
| Vincent Macaigne    | David Blot                  |
| Greta Gerwig        | Julia                       |
| Golshifteh Farahani | Yasmin                      |
| Laura Smet          | Margot                      |
| Vincent Lacoste     | Thomas Bangalter            |
| Arnaud Azoulay      | Guy-Manuel de Homem-Christo |
| Brady Corbet        | Larry                       |
| Laurent Cazanave    | Nico                        |

## Prijzen & nominaties
| jaar | prijs                                         | categorie                   | genomineerde(n) | uitslag     |
| ---- | --------------------------------------------- | --------------------------- | --------------- | ----------- |
| 2014 | Internationaal filmfestival van San Sebastián | Golden Seashell – Best Film | Mia Hansen-Løve | Genomineerd |

## Productie
Het filmen begon in november 2013, werd beëindigd op 31 januari 2014 en er werd gefilmd in Parijs en New York. De filmmakers kregen de licenties voor het gebruik van de muziek van Daft Punk.